# (504) Cora
(504) Cora est un astéroïde de la ceinture principale découvert en 1902 par Solon Irving Bailey (en).